# Liste des maires de Lourdes
La liste des maires de Lourdes présente la liste des maires de la commune française de Lourdes, située dans le département des Hautes-Pyrénées en région Occitanie.

## Histoire
L'ouvrage Les maires de Lourdes de 1694 à 1989, très documenté et riche en photographies, a été publié par les Archives municipales de la ville de Lourdes en 2006. Il constitue aussi une base pour la connaissance de l'histoire de la ville.

## La mairie
Depuis le XVIIe siècle jusqu’à nos jours, la mairie a occupé 5 emplacements différents dans la ville. La première mairie était située place du Marché (actuellement place Peyramale). En 1794, la maison Caubotte (l’actuel commissariat de police) rue Baron-Duprat, devint la Mairie de Lourdes. Celle-ci fut transférée de 1829 à 1897, rue du Porche, à côté de l’église Saint-Pierre puis fut de nouveau transférée en 1897 à l’ancien tribunal (la maison Caubotte). 
Aujourd'hui les services de la mairie sont répartis sur trois sites contigus après acquisition de trois maisons bourgeoises voisines du début du XXe siècle, le tout formant aujourd'hui un ensemble architectural : la « Villa Roques » achetée en 1942 à Mme Roques est l'hôtel de ville, la « Villa Gazagne » achetée en 1989 à M. Gazagne et la « Villa Rachel »  achetée en 1994 à M. Picot abritent des services de la mairie.

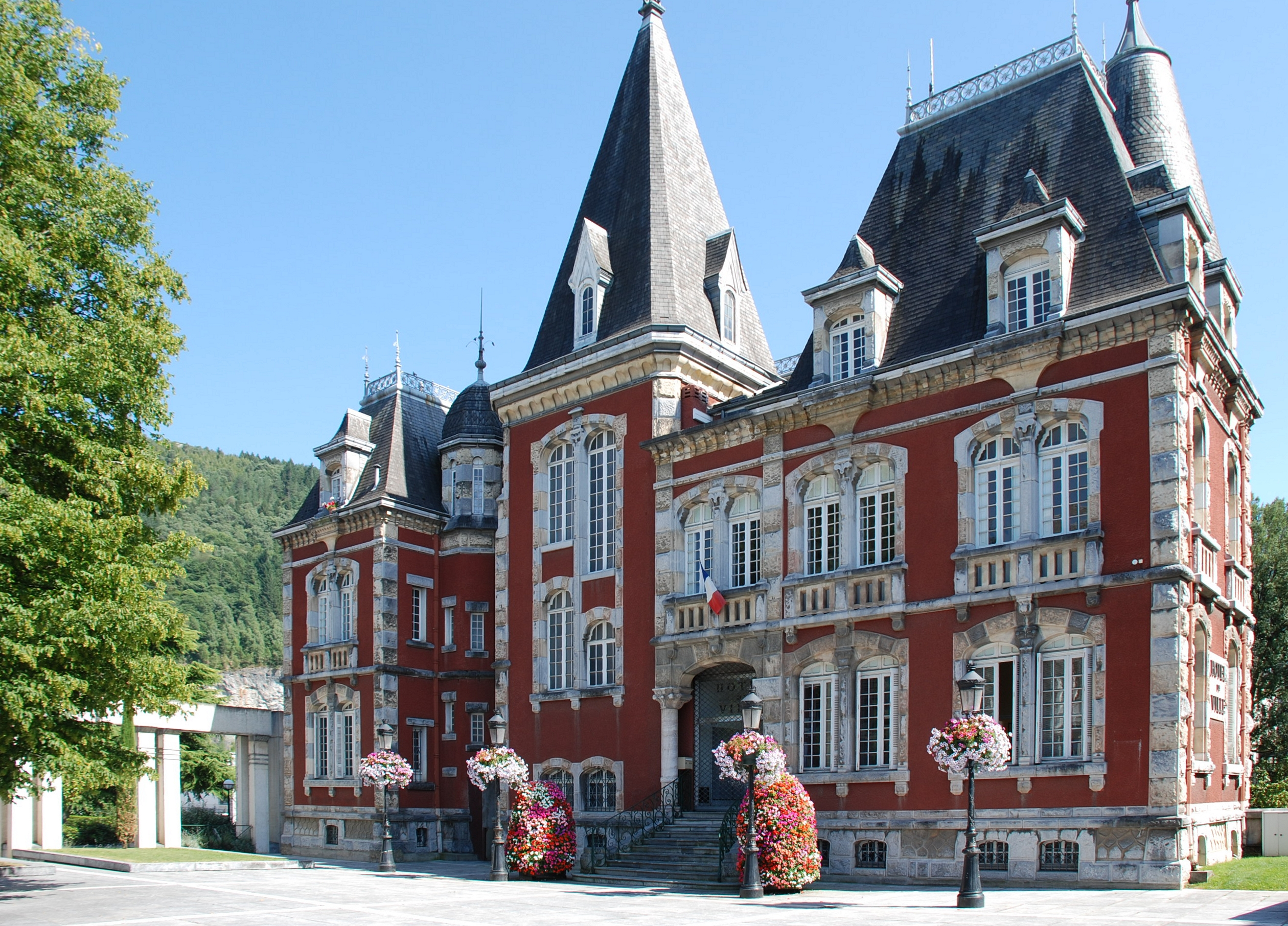
La mairie actuelle de Lourdes.

## Liste des maires

### Sous l'Ancien Régime
| Période                                  | Période       | Identité                     | Étiquette | Qualité                                                               |
| ---------------------------------------- | ------------- | ---------------------------- | --------- | --------------------------------------------------------------------- |
| Les données manquantes sont à compléter. |               |                              |           |                                                                       |
| 1759                                     | janvier 1760  | Joseph Alexandre de La Fitte |           |                                                                       |
| janvier 1760                             | août 1764     | Hector Caubotte              |           |                                                                       |
| août 1764                                | janvier 1766  | Cyprien Guinlé               |           | Avocat en Parlement                                                   |
| janvier 1766                             | janvier 1769  | Alexis Crouzet               |           |                                                                       |
| janvier 1769                             | novembre 1772 | Joseph Alexandre de La Fitte |           | Ancien officier                                                       |
| novembre 1772                            | mai 1778      | Jean-Pierre Picqué           |           | Médecin Substitut au siège royal et consulaire de la ville de Lourdes |
| mai 1778                                 | janvier 1790  | Pierre Abadie                |           |                                                                       |

### De 1790 à 1944
| Période           | Période        | Identité                         | Étiquette | Qualité                                                                                   |
| ----------------- | -------------- | -------------------------------- | --------- | ----------------------------------------------------------------------------------------- |
| 1790              |                | M. Normande                      |           |                                                                                           |
| 1794              |                | Jean Dufo                        |           |                                                                                           |
| 28 novembre 1795  |                | M. Lacay                         |           |                                                                                           |
| 16 mai 1800       |                | Martin Latour                    |           |                                                                                           |
| 1803              |                | Jean Baptiste Francez            |           |                                                                                           |
| février 1808      |                | Pascal Davezac                   |           | Propriétaire                                                                              |
| 15 octobre 1813   |                | Martin Latour                    |           |                                                                                           |
| 21 juin 1815      |                | Pascal Davezac                   |           | Propriétaire                                                                              |
| 5 mai 1816        |                | Bernard Joanas (1768-1849)       |           | Ancien commissaire de guerre                                                              |
| février 1820      |                | Martin Latour                    |           |                                                                                           |
| 14 septembre 1830 |                | Jean-Marie Latapie               |           |                                                                                           |
| 1835              |                | Martin Latour                    |           | Avocat Conseiller d'arrondissement (1836 → 1842)                                          |
| 1838              |                | Brice Dufo                       |           | Avocat et bâtonnier, propriétaire                                                         |
| février 1848      | septembre 1866 | Anselme Lacadé                   |           | Notaire Maire au moment des Apparitions mariales Décédé en fonction                       |
| octobre 1866      | 1871           | Nestor Lapeyre (1823-1901)       |           | Avocat Conseiller général de Lourdes (1867 → 1901)                                        |
| mai 1871          | 1876           | Maxime Larrieu                   |           |                                                                                           |
| juillet 1876      | 1877           | Ferdinand Barthier (1847-1893)   |           | Notaire, propriétaire                                                                     |
| juillet 1877      | 1877           | Nestor Lapeyre (1823-1901)       |           | Avocat Conseiller général de Lourdes (1867 → 1901)                                        |
| janvier 1878      | février 1881   | Ferdinand Barthier (1847-1893)   |           | Notaire, propriétaire                                                                     |
| février 1881      | mai 1884       | Nestor Lapeyre (1823-1901)       |           | Avocat Conseiller général de Lourdes (1867 → 1901)                                        |
| mai 1884          | octobre 1885   | Ferdinand Barthier (1847-1893)   |           | Notaire, propriétaire                                                                     |
| octobre 1885      | mai 1892       | Nestor Lapeyre (1823-1901)       |           | Avocat Conseiller général de Lourdes (1867 → 1901)                                        |
| mai 1892          |                | M. Lavigne                       |           |                                                                                           |
| mai 1896          | mai 1900       | Jean-Marie Cazaux-Moutou         |           | Industriel                                                                                |
| mai 1900          | janvier 1901   | Nestor Lapeyre (1823-1901)       |           | Avocat Conseiller général de Lourdes (1867 → 1901) Décédé en fonction                     |
| février 1901      | mai 1904       | Jean-Marie Cazaux-Moutou         |           | Industriel                                                                                |
| mai 1904          | décembre 1919  | Pierre Justin Lacaze (1859-1926) | DVD       | Négociant et banquier Conseiller général de Lourdes (1909 → 1919)                         |
| décembre 1919     | mai 1925       | Laurent Bouriot                  | DVD       | Médecin Conseiller général de Lourdes (1919 → 1940)                                       |
| mai 1925          | novembre 1926  | Pierre Justin Lacaze (1859-1926) | DVD       | Négociant et banquier Commandeur de l'Ordre de Saint-Grégoire-le-Grand Décédé en fonction |
| novembre 1926     | mai 1929       | Lucien Latapie (1882-1971)       | Rad.      | Avocat et écrivain, neveu du précédent                                                    |
| mai 1929          | juillet 1941   | Lucien Gazagne                   |           |                                                                                           |
| juillet 1941      | août 1944      | Auguste Brenjot                  |           |                                                                                           |

### Depuis la Libération
| Période          | Période                    | Identité                      | Étiquette         | Qualité |
| ---------------- | -------------------------- | ----------------------------- | ----------------- | --- |
| août 1944        | janvier 1945               | Albert Borde                  |                   | |
| janvier 1945     | 11 décembre 1952           | Georges Dupierris (1891-1952) |                   | Ancien enseignant Décédé en fonction |
| 30 décembre 1952 | 23 octobre 1960            | Antoine Beguere               | RI                | Entrepreneur du bâtiment Sénateur des Hautes-Pyrénées (1959 → 1960) Conseiller général de Lourdes (1945 → 1960) Président du club FC Lourdes Décédé en fonction |
| 12 décembre 1960 | 14 mars 1965               | Noël Viron                    |                   | Photographe |
| 14 mars 1965     | 14 mars 1971               | Justin Lacaze (1907-1976)     | Ind. (DVD)        | Commerçant, fils de Pierre Justin Lacaze |
| 14 mars 1971     | 15 mars 1989               | François Abadie               | MRG               | Directeur commercial Secrétaire d'État au Tourisme (1981 → 1983) Député des Hautes-Pyrénées (2e circ.) (1973 → 1981) Sénateur des Hautes-Pyrénées (1983 → 2001) Conseiller général de Lourdes (1970 → 1973) Conseiller général de Lourdes-Est (1973 → 1994)                                                                                             |
| 15 mars 1989     | 11 février 2000,           | Philippe Douste-Blazy         | UDF (CDS puis FD) | Cardiologue, petit-fils de Antoine Beguere Ministre délégué à la Santé puis ministre de la Culture (1993 → 1997) Député européen (1989 → 1993) Député des Hautes-Pyrénées (2e circ.) (1993 puis 1997 → 2001) Conseiller général de Lourdes-Est (1994 → 2001) Démissionnaire                                                                             |
| 11 février 2000  | 4 avril 2014               | Jean-Pierre Artiganave        | UDF puis UMP      | Commerçant Premier adjoint au maire (1995 → 2000) Président de la CC du Pays de Lourdes (2009 → 2014) |
| 4 avril 2014     | 5 juillet 2020             | Josette Bourdeu               | PRG puis MR       | Infirmière libérale Conseillère générale de Lourdes-Est (2001 → 2015) Vice-présidente du conseil général (? → 2015) Conseillère départementale de Lourdes-2 (2015 → 2021) 3e vice-présidente du conseil départemental (2015 → 2021) Présidente de la CC du Pays de Lourdes (2014 → 2016) Vice-présidente de la CA Tarbes-Lourdes-Pyrénées (2017 → 2020) |
| 5 juillet 2020   | En cours (au 29 juin 2021) | Thierry Lavit                 | DVG               | Manipulateur en imagerie médicale Conseiller départemental de Lourdes-1 (2021 → ) 8e vice-président du conseil départemental (2021 → ) Vice-président de la CA Tarbes-Lourdes-Pyrénées (2020 → ) |